# First Horizon National
First Horizon National Corporation (FHN) ist ein Finanzunternehmen aus den Vereinigten Staaten. Der Hauptsitz des Unternehmens befindet sich in Memphis (Tennessee).
Zum Unternehmen gehören die Tochterunternehmen First Horizon Bank, First Tennessee Bank und FTN Financial.

## Unternehmensgeschichte
First Horizon begann in seinen Anfängen als die First National Bank of Memphis, die wiederum in ihrer Unternehmensgeschichte bis 1864 zurückreicht.
In den 1990er Jahren expandierte das Unternehmen außerhalb des US-amerikanischen Bundesstaates Tennessee, insbesondere nach Alabama mit dem Erwerb der Union Planters Bank. April 2004 wechselte der Unternehmensname (Firma) von First Tennessee National Corporation zu First Horizon National Corporation.